# Schistura vinciguerrae
Schistura vinciguerrae és una espècie de peix de la família dels balitòrids i de l'ordre dels cipriniformes.

## Morfologia
Els mascles poden assolir els 7,8 cm de longitud total.

## Distribució geogràfica
Es troba a l'Índia, Myanmar (rius Irrawaddy i Salween) i Xina (Irrawaddy).